# Jesenské (powiat Levice)
Jesenské – wieś (obec) na Słowacji położona w kraju nitrzańskim, w powiecie Levice. Pierwsze wzmianki o miejscowości pochodzą z roku 1292. 
Według danych z dnia 31 grudnia 2012, wieś zamieszkiwało 135 osób, w tym 73 kobiety i 62 mężczyzn.
W 2001 roku pod względem narodowości i przynależności etnicznej 94,29% mieszkańców stanowili Słowacy, a 5,71% Węgrzy.
Ze względu na wyznawaną religię struktura mieszkańców kształtowała się w 2001 roku następująco:
- Katolicy rzymscy – 88,57%
- Ewangelicy – 2,86%
- Nie podano – 5,71%